# Палата представителей Миннесоты
Палаты представителей Миннесоты (Minnesota House of Representatives) — нижняя палата Легислатуры Миннесоты в американском штате Миннесота. В Палате представителей работают 134 человека, что в два раза больше, чем в сенате Миннесоты.

После ратификации девятнадцатой поправки в 1920 году, женщины получили право на участие в выборах в Палату представителей. И в 1922 году Мастет Херд Пейдж, Хана Кемпфер, Сью Мецджер, Дики Хог и Миртл Каин были избраны в Палату представителей.
Члены избираются на двухлетний срок; ограничение на число сроков не существует. Зал заседаний Палаты представителей расположен в капитолии штата. Офисы членов Палаты представителей и некоторых других должностных лиц находятся в офисном здании штата, соединённом туннелем с Капитолием. 

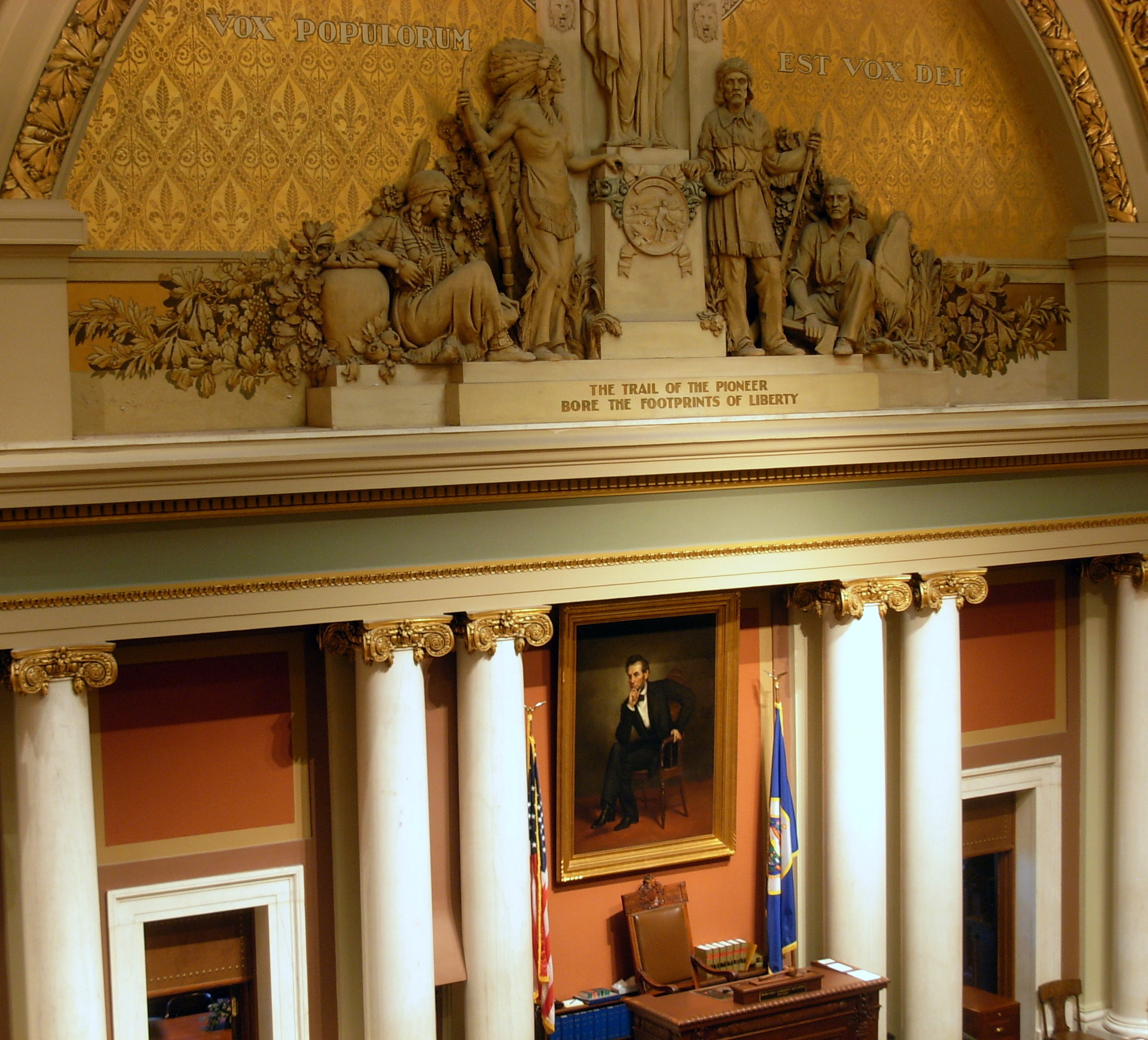
Зал заседаний
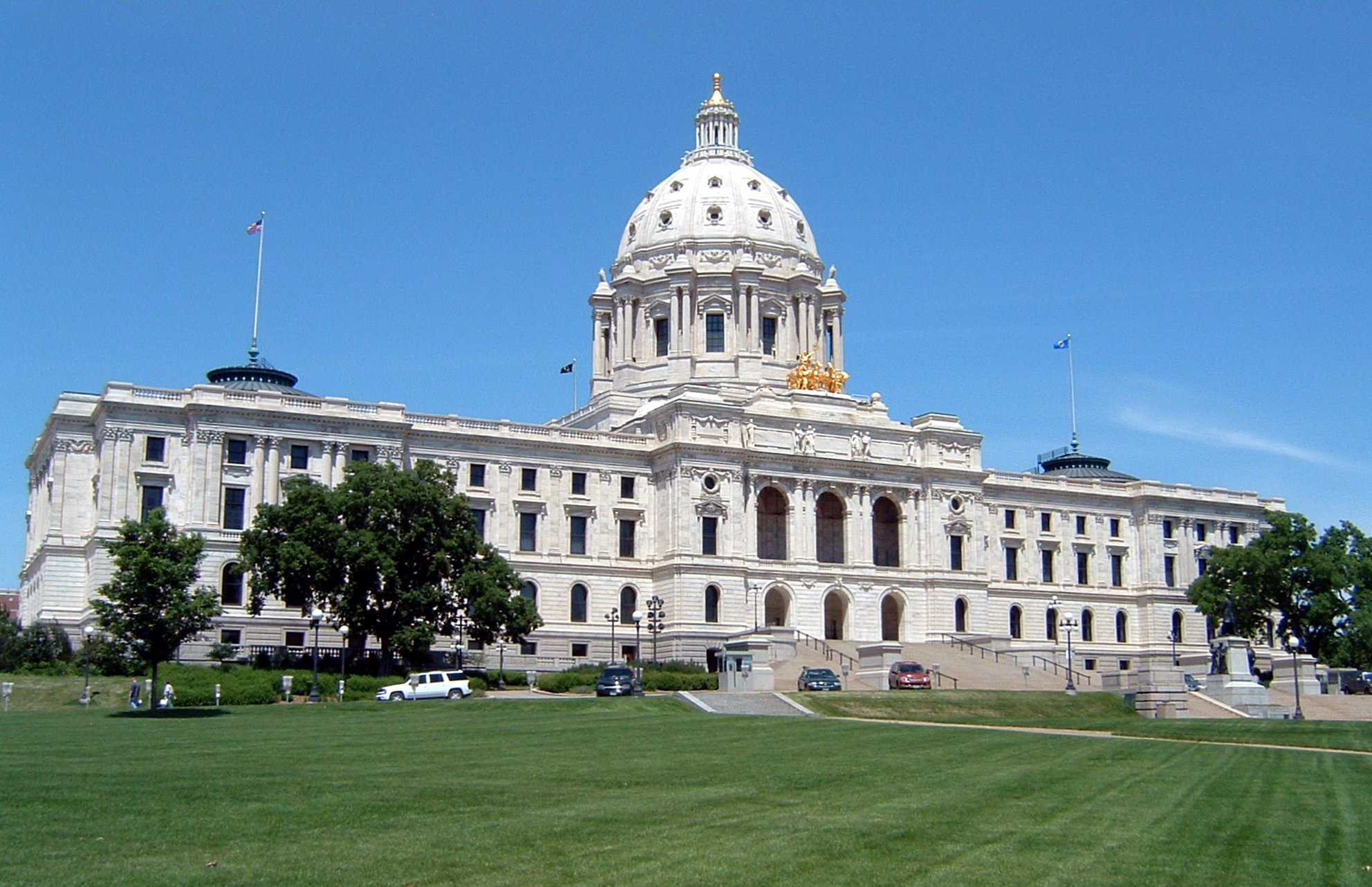
Капитолий штата Миннесота
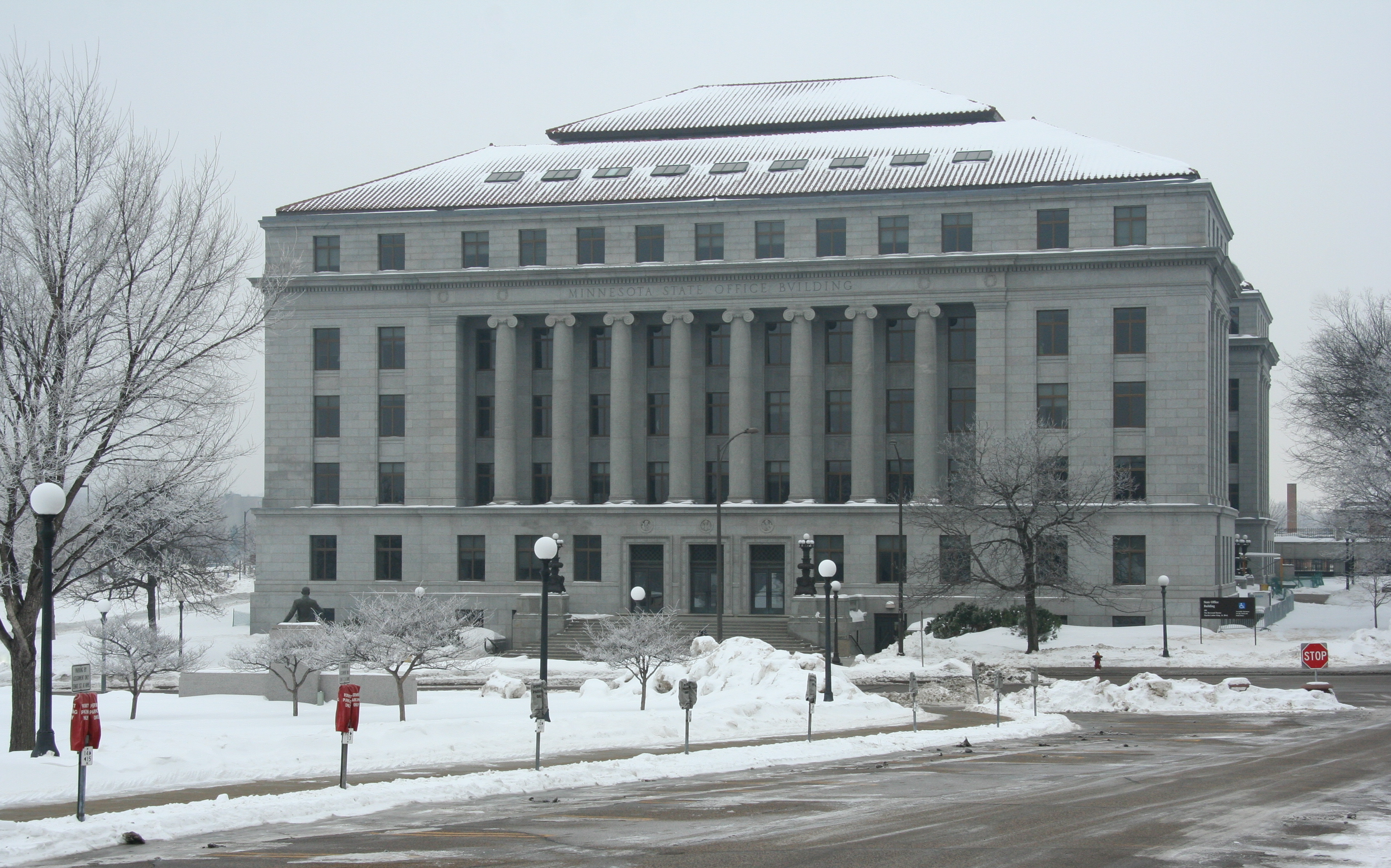
Офисное здание штата

## Комитеты
- Комитет по финансам в отношении сельского хозяйства.
- Комитет по сельскохозяйственной политике.
- Капиталовложение.
- Комитет по политика в области гражданского права данных.
- Комитет по торговле и реформе регулирования.
- Комитете по финансам в отношении образования.
- Комитет по инновационной политике в сфере образования.
- Комитет по политике и финансам в отношении окружающей среды и национальных ресурсов.
- Подкомитет по горнодобывающей промышленности, лесному хозяйству и туризму.
- Комитет по этике.
- Комитет по действиям правительства и политике в области выборов.
- Комитет по финансам в отношении здравоохранения и социальных услуг.
- Комитет по реформе здравоохранения и социальных услуг.
- Подкомитет по проблемам старения.
- Подкомитет по уходу за ребенком.
- Комитет по политике и финансам в области высшего образования и карьеры.
- Комитет по политике и финансам в отношении роста занятости и энергоэффективности.
- Комитет по политике и финансам в сфере общественной безопасности.
- Комитет по правилам и законодательном управлении.
- Комитет по финансам в области управления штата.
- Отдел по делам ветеранов.
- Комитет по налогам.
- Комитет по финансам в сфере транспорта.
- Комитет по политике в области транспорта и регионального управления.
- Комитет по технологиям и оперативному правительству.